# Etappensau
Als Etappensäue wurden von den Frontsoldaten diejenigen Einheiten oder Soldaten bezeichnet, die in der Etappe – im Hinterland der Front – beschäftigt waren. Dort waren sie nicht den Gefahren der Front ausgesetzt und lebten oft „wie die Maden im Speck“; dies manchmal auf Kosten der Frontsoldaten, die oftmals auch noch unter Schikanen von Etappensoldaten leiden mussten.
Soldatenjargon-Wörter mit ähnlicher Bedeutung waren oder sind z. B. „Etappenhengst“ oder „Sockenzähler“.
In der Etappe befanden sich z. B. Militärverwaltung, Nachschub, medizinischer Dienst, Instandsetzung und Verpflegungsdienst.

## Sonstiges
Während des Ersten Weltkriegs kursierte unter Frontsoldaten folgendes Gedicht:
Die Etappenschweine.
Wer läuft gekleidet und gebügelt umher,
wem fällt das Grüßen entsetzlich schwer,
wer schluckt unzähliges Kommandogeld,
wer ist in Gesprächen und Briefen ein Held,
wer stiehlt uns die besten Weine,
das sind die Etappenschweine.
Wer hat weder Mist noch Grütze im Kopf
und trägt doch das schwarz-weiße Band im Knopf,
wer trippelt den deutschen Frauen zur Schmach,
geputzten verseuchten Französinnen nach,
und wer schläft selten alleine?
Das sind die Etappenschweine.
Wer packt beim geringsten Schießen den Koffer
und zittert vor Durchbruchsversuchen von Joffre
wer schneidet die dümmsten Latrinengerüchte
und macht uns die freudige Stimmung zunichte
durch Schwarzseherei und Gegreine
das sind die Etappenschweine.
Und doch ihr Wichte und Milchgesichter,
ihr aufgeblasenes schlappes Gelichter,
wir möchten für euer erbärmliches Leben,
nicht eine der stolzen Erinn'rungen geben,
uns binden Liebe und Treue,
ihr bleibt die Etappensäue.
Ein Frontschwein

## Ähnliche Begriffe
- Frontschwein (Antonym)